# Стефан Георгиев (ботаник)
Вижте пояснителната страница за други личности с името Стефан Георгиев.
Стефан Георгиев е основоположник на ботаниката като наука и пръв професор по ботаника в България.

## Биография
Роден е на 1 август 1859 г. в Болград, където завършва средното си образование. През 1878 г. завършва Болградската класическа гимназия и заминава за България. Първоначално работи като съдебен чиновник в Бабадаг, а по-късно като учител. През 1878 – 1879 г. работи като учител в двукласното училище във Варна. През следващата учебна година е учител в класическата гимназия в София, а през 1880 – 1881 г. – в учителската семинария в Дупница.
През 1881 г. получава държавна стипендия и заминава за две години в Прага, където изучава естествени науки. След това заминава за Лайпциг, където изучава ботаника. При избухването на Сръбско-българската война през 1885 г. Стефан Георгиев се завръща в България и се записва като доброволец в студентския легион. След края на войната заминава отново за Лайпциг, където през 1886 г. завършва обучението си с докторат на тема „Beitrag zur vergleichenden Anatomie der Chenopodiaceen“ („Върху сравнителната анатомия на лободовите“). Това е първата научна статия написана от българин в областта на ботаниката.
Отново се завръща в България и в продължение на четири години преподава по естествени науки в Софийската гимназия. През 1891 г. към Висшето училище в София се открива физико-математически отдел, където става ръководител на катедрата по ботаника. От 1895 г. е професор във Висшето училище. Декан е на факултета през 1895 – 1896 и 1899 – 1900 г. От 1898 г. е действителен член на Българското книжовно дружество.
През 1893 г. заболява от треска, което го принуждава да замине на лечение в чужбина. След лечението си се завръща в България, но здравословното му състояние отново се влошава и заболява от туберкулоза. Умира на 10 май 1900 г. в Гьорберсдорф, където е на лечение.

## Научна дейност
Стефан Георгиев след като се завръща в България през 1886 г. изучава българската флора, като в свободното си време събира материали. Изучава по-задълбочено Южно-българската (Тракийската) флора. През 1887 – 1889 г. извършва проучвателна дейност по южните склонове на Стара планина, в Родопите и Горнотракийската низина, като събира многобройни и ценни материали. Публикува своето проучване под заглавие „Материали по флората на Южна България“. При проучванията си открива 330 нови вида растения за южнобългарската флора.
На 6 август 1887 г. събира прецъфтели екземпляри от текирска мишорка край село Хаджиево. Той ги класифицира като Gypsophila scorzonerifolia, която не се среща в България. Nе променя първоначалното си определение и след като събира цъфтящи екземпляри при следващото си посещение на Бесапарските ридове на 9 юни 1891 г.
През 1889 г. е командиран от министъра на народното просвещение в Западните Родопи и Рила за изучаване на растителността. В резултат на проучването си публикува труда „Родопите и Рилската планина и нихната растителност“. В него дава информация за орографията и хидрографията на Рила, както и сведения за фауната, геологията и минералогията на планината. По многобройните глациални растения прави предположението, че Рила е била заледявана, и че са съществували глетчери. При извършените от Йован Цвиич геоложки проучвания се потвърждава предположението на Стефан Георгиев за вярно. В географско отношение разделя Рила и Родопите на четири фаунистични пояса. Открива много нови за България и Балканския полуостров растения, както и алпийска роза, растение характерно само за алпийския пояс на планините в Европа.
Прави пълен списък на алпийските и глациалните растения, съдържащ 275 вида. Открива 520 нови видове растения за България, прави хербарии с около 50 000 растения. През 1892 г. създава Университетската ботаническа градина в София, съдържаща 6000 дървета и храсти и оранжерия с 3500 растения, създава ботаническия институт.

## Памет
На професор Стефан Георгиев е наречена улица в квартал „Драгалевци“ в София (Карта).

## Избрани произведения
- Gheorghieff, St. Bemerkung ṻber „Flora Bulgarica, descriptio et enumeratio systematika plantarum vascularium in principatu Bulgariae sponte nascentium“, Supplementum I Auctore J. Velenovsky, Pragae 1898 //  Österreichische botanische Zeitschrift 48.   1898. с. 434 – 436. Посетен на 29 май 2018.

- Георгиев, Стефан. Родопите и Рилската планина и нихната растителност.   1890.